# Tour de França de 2020
El Tour de França de 2020 fou la 107a edició del Tour de França i es disputà entre el 29 d'agost i el 20 de setembre de 2020, amb inici a Niça i finalització a París, després d'un recorregut de 3.484,2 quilòmetres, repartits entre 21 etapes, totes disputades en territori francès. La cursa inicialment s'havia d'iniciar el 27 de juny, però per culpa de la pandèmia del COVID-19 es va haver d'endarrerir fins a l'agost. La carrera forma part de l'UCI World Tour 2020.
El vencedor d'aquesta edició fou l'eslovè Tadej Pogačar (UAE Team Emirates), qui també guanyà tres etapes, la classificació de la muntanya i la classificació dels joves. Pogačar es va vestir de groc després de la 20a etapa, l'única contrarellotge individual de la prova, durant la qual superà en la classificació general el també eslovè Primož Roglič (Team Jumbo-Visma), que havia liderat la cursa des de la fi de la novena etapa. El tercer classificat fou l'australià Richie Porte (Trek-Segafredo). L'irlandès Sam Bennett (Deceuninck-Quick Step), vencedor de dues etapes, guanyà la classificació per punts. El Movistar Team guanyà la classificació per equips i el suís Marc Hirschi (Team Sunweb) guanyà el premi de la combativitat en la que fou el seu primer Tour de França.

## Equips
En aquesta edició del Tour de França, hi van prendre part 19 equips World Tour i 3 equips continentals professionals francesos: el Direct Énergie, com a primer classificat de l'UCI Europa Tour 2019, i l'Arkéa-Samsic i el B&B Hotels-Vital Concept p/b KTM convidats per l'organització.
| WorldTeams (19)- AG2R La Mondiale - Astana - Bahrain McLaren - Bora-Hansgrohe - CCC Team - Cofidis - Deceuninck-Quick Step - EF Pro Cycling - Groupama-FDJ - Israel Start-Up Nation - Lotto Soudal - Mitchelton-Scott - Movistar Team - NTT Pro Cycling - Ineos Grenadiers - Jumbo-Visma - Team Sunweb - UAE Team Emirates - Trek-Segafredo ProTeams (3)- Arkéa-Samsic - B&B Hotels-Vital Concept p/b KTM - Total Direct Énergie |
| |

## Recorregut
El recorregut del Tour de 2020 fou presentat el 15 d'octubre de 2019, amb 3.484,2 quilòmetres repartits entre 21 etapes, de les quals només  una era una contrarellotge individual. Discorregué majoritàriament pel sud de França i no visità cap altre país. Fou un Tour muntanyós, amb 29 ports de muntanya de segona categoria o més, que passà per cinc serralades: els Alps, el Massís Central, els Pirineus, el Jura i els Vosges. De les 21 etapes 9 foren planes, 3 de mitja muntanya i 8 d'alta muntanya. Inicialment havia de disputar-se entre el 27 de juny i el 19 de juliol, una setmana abans de l'habitual per la disputa dels Jocs Olímpics d'Estiu de 2020, però finalment fou endarrerit dos mesos per culpa del COVID-19.

## Etapes
| Etapa     | Data      | Ciutats d'etapa                    | type              | Distància (km) | Desnivell (m) | Vencedor de l'etapa       | Líder de la general |
| --------- | --------- | ---------------------------------- | ----------------- | -------------- | ------------- | ------------------------- | ------------------- |
| 1a etapa  | 29 de ago | Niça – Niça                        | etapa plana       | 156            | 1.596 m       | Alexander Kristoff        | Alexander Kristoff  |
| 2a etapa  | 30 de ago | Niça – Niça                        | etapa de muntanya | 186            | 4.044 m       | Julian Alaphilippe        | Julian Alaphilippe  |
| 3a etapa  | 31 de ago | Niça – Sisteron                    | etapa plana       | 198            | 2.978 m       | Caleb Ewan                | Julian Alaphilippe  |
| 4a etapa  | 1 de set  | Sisteron – Orcières 1850           | etapa accidentada | 160,5          | 3.200 m       | Primož Roglič             | Julian Alaphilippe  |
| 5a etapa  | 2 de set  | Gap – Privàs                       | etapa plana       | 183            | 1.388 m       | Wout van Aert             | Adam Yates          |
| 6a etapa  | 3 de set  | Lo Telh – Mont Aigoual             | etapa accidentada | 191            | 3.087 m       | Aleksei Lutsenko          | Adam Yates          |
| 7a etapa  | 4 de set  | Millau – La Vaur                   | etapa plana       | 168            | 2.007 m       | Wout van Aert             | Adam Yates          |
| 8a etapa  | 5 de set  | Casèras – Lodenvièla               | etapa de muntanya | 141            | 3.821 m       | Nans Peters               | Adam Yates          |
| 9a etapa  | 6 de set  | Pau – Laruntz                      | etapa de muntanya | 153            | 3.500 m       | Tadej Pogačar             | Primož Roglič       |
|           | 7 set.    | Dia de descans a Charente-Maritime | Dia de descans    |                |               |                           |                     |
| 10a etapa | 8 de set  | Oléron – Illa de Ré                | etapa plana       | 168,5          | 528 m         | Sam Bennett               | Primož Roglič       |
| 11a etapa | 9 de set  | Châtelaillon-Plage – Poitiers      | etapa plana       | 167,5          | 1.004 m       | Caleb Ewan                | Primož Roglič       |
| 12a etapa | 10 de set | Chauvigny – Serran                 | etapa accidentada | 218            | 3.389 m       | Marc Hirschi              | Primož Roglič       |
| 13a etapa | 11 de set | Chastau Ion – Puèi Marin           | etapa de muntanya | 191,5          | 4.459 m       | Daniel Martínez Poveda    | Primož Roglič       |
| 14a etapa | 12 de set | Clarmont d'Alvèrnia – Lió          | etapa plana       | 194            | 2.646 m       | Søren Kragh Andersen      | Primož Roglič       |
| 15a etapa | 13 de set | Lió – Grand Colombier              | etapa de muntanya | 174,5          | 2.734 m       | Tadej Pogačar             | Primož Roglič       |
|           | 14 set.   | Dia de descans a Isèra             | Dia de descans    |                |               |                           |                     |
| 16a etapa | 15 de set | La Tour-du-Pin – Villard-de-Lans   | etapa de muntanya | 164            | 3.903 m       | Lennard Kämna             | Primož Roglič       |
| 17a etapa | 16 de set | Grenoble – Col de la Loze          | etapa de muntanya | 170            | 4.430 m       | Miguel Ángel López Moreno | Primož Roglič       |
| 18a etapa | 17 de set | Méribel – La Roche                 | etapa de muntanya | 175            | 5.166 m       | Michał Kwiatkowski        | Primož Roglič       |
| 19a etapa | 18 de set | Bourg-en-Bresse – Champagnole      | etapa plana       | 166,5          | 2.208 m       | Søren Kragh Andersen      | Primož Roglič       |
| 20a etapa | 19 de set | Lure – Planche des Belles Filles   | cronoescalada     | 36,2           | 962 m         | Tadej Pogačar             | Tadej Pogačar       |
| 21a etapa | 20 de set | Mantes-la-Jolie – París            | etapa plana       | 122            | 788 m         | Sam Bennett               | Tadej Pogačar       |

## Classificacions finals

### Classificació general
| \| Classificació general \| Classificació general \| Classificació general \| Classificació general \| Classificació general \| \| Corredor \| Corredor \| Equip \| Temps \| \| \| --------------------- \| ----------------------------- \| -------------------------------- \| --------------------- \| --------------------- \| \| 1r \| Tadej Pogačar \| UAE Team Emirates \| 87h 20' 05" \| \| \| 2n \| Primož Roglič \| Jumbo-Visma \| + 59" \| \| \| 3r \| Richie Porte \| Trek-Segafredo \| + 3' 30" \| \| \| 4t \| Mikel Landa Meana \| Bahrain McLaren \| + 5' 58" \| \| \| 5è \| Enric Mas Nicolau \| Movistar Team \| + 6' 07" \| \| \| 6è \| Miguel Ángel López Moreno \| Astana \| + 6' 47" \| \| \| 7è \| Tom Dumoulin \| Jumbo-Visma \| + 7' 48" \| \| \| 8è \| Rigoberto Urán \| EF Pro Cycling \| + 8' 02" \| \| \| 9è \| Adam Yates \| Mitchelton-Scott \| + 9' 25" \| \| \| 10è \| Damiano Caruso \| Bahrain McLaren \| + 14' 03" \| \| \| 11è \| Guillaume Martin \| Cofidis \| + 16' 56" \| \| \| 12è \| Alejandro Valverde Belmonte \| Movistar Team \| + 17' 41" \| \| \| 13è \| Richard Carapaz Montenegro \| Ineos Grenadiers \| + 25' 53" \| \| \| 14è \| Warren Barguil \| Arkéa-Samsic \| + 31' 04" \| \| \| 15è \| Sepp Kuss \| Jumbo-Visma \| + 42' 20" \| \| \| 16è \| Peio Bilbao López de Armentia \| Bahrain McLaren \| + 55' 56" \| \| \| 17è \| Nairo Quintana Rojas \| Arkéa-Samsic \| + 1h 03' 07" \| \| \| 18è \| Pierre Rolland \| B&B Hotels-Vital Concept p/b KTM \| + 1h 08' 26" \| \| \| 19è \| Carlos Verona Quintanilla \| Movistar Team \| + 1h 19' 54" \| \| \| 20è \| Wout van Aert \| Jumbo-Visma \| + 1h 20' 31" \| \| \| 21è \| Marc Soler i Giménez \| Movistar Team \| + 1h 31' 53" \| \| \| 22è \| Gorka Izagirre Insausti \| Astana \| + 1h 36' 12" \| \| \| 23è \| Esteban Chaves Rubio \| Mitchelton-Scott \| + 1h 38' 45" \| \| \| 24è \| Sébastien Reichenbach \| Groupama-FDJ \| + 1h 39' 27" \| \| \| 25è \| Kenny Elissonde \| Trek-Segafredo \| + 1h 40' 06" \| \| |                               |                                  |              |
| |                               |                                  |              |
| Font: ProCyclingStats |                               |                                  |              |
| Classificació general |                               |                                  |              |
| Corredor | Corredor                      | Equip                            | Temps        |
| 1r | Tadej Pogačar                 | UAE Team Emirates                | 87h 20' 05"  |
| 2n | Primož Roglič                 | Jumbo-Visma                      | + 59"        |
| 3r | Richie Porte                  | Trek-Segafredo                   | + 3' 30"     |
| 4t | Mikel Landa Meana             | Bahrain McLaren                  | + 5' 58"     |
| 5è | Enric Mas Nicolau             | Movistar Team                    | + 6' 07"     |
| 6è | Miguel Ángel López Moreno     | Astana                           | + 6' 47"     |
| 7è | Tom Dumoulin                  | Jumbo-Visma                      | + 7' 48"     |
| 8è | Rigoberto Urán                | EF Pro Cycling                   | + 8' 02"     |
| 9è | Adam Yates                    | Mitchelton-Scott                 | + 9' 25"     |
| 10è | Damiano Caruso                | Bahrain McLaren                  | + 14' 03"    |
| 11è | Guillaume Martin              | Cofidis                          | + 16' 56"    |
| 12è | Alejandro Valverde Belmonte   | Movistar Team                    | + 17' 41"    |
| 13è | Richard Carapaz Montenegro    | Ineos Grenadiers                 | + 25' 53"    |
| 14è | Warren Barguil                | Arkéa-Samsic                     | + 31' 04"    |
| 15è | Sepp Kuss                     | Jumbo-Visma                      | + 42' 20"    |
| 16è | Peio Bilbao López de Armentia | Bahrain McLaren                  | + 55' 56"    |
| 17è | Nairo Quintana Rojas          | Arkéa-Samsic                     | + 1h 03' 07" |
| 18è | Pierre Rolland                | B&B Hotels-Vital Concept p/b KTM | + 1h 08' 26" |
| 19è | Carlos Verona Quintanilla     | Movistar Team                    | + 1h 19' 54" |
| 20è | Wout van Aert                 | Jumbo-Visma                      | + 1h 20' 31" |
| 21è | Marc Soler i Giménez          | Movistar Team                    | + 1h 31' 53" |
| 22è | Gorka Izagirre Insausti       | Astana                           | + 1h 36' 12" |
| 23è | Esteban Chaves Rubio          | Mitchelton-Scott                 | + 1h 38' 45" |
| 24è | Sébastien Reichenbach         | Groupama-FDJ                     | + 1h 39' 27" |
| 25è | Kenny Elissonde               | Trek-Segafredo                   | + 1h 40' 06" |

### Classificacions secundàries
| Classificació per punts | Classificació per punts | Classificació per punts          | Classificació per punts | Classificació per punts |
| Corredor                | Corredor                | Equip                            | Punts                   |                         |
| ----------------------- | ----------------------- | -------------------------------- | ----------------------- | ----------------------- |
| 1r                      | Sam Bennett             | Deceuninck-Quick Step            | 380 pts                 |                         |
| 2n                      | Peter Sagan             | Bora-Hansgrohe                   | 284 pts                 |                         |
| 3r                      | Matteo Trentin          | CCC Team                         | 260 pts                 |                         |
| 4t                      | Bryan Coquard           | B&B Hotels-Vital Concept p/b KTM | 181 pts                 |                         |
| 5è                      | Wout van Aert           | Jumbo-Visma                      | 174 pts                 |                         |
| 6è                      | Caleb Ewan              | Lotto-Soudal                     | 170 pts                 |                         |
| 7è                      | Julian Alaphilippe      | Deceuninck-Quick Step            | 150 pts                 |                         |
| 8è                      | Tadej Pogačar           | UAE Team Emirates                | 143 pts                 |                         |
| 9è                      | Søren Kragh Andersen    | Team Sunweb                      | 138 pts                 |                         |
| 10è                     | Michael Mørkøv          | Deceuninck-Quick Step            | 138 pts                 |                         |

| Classificació per punts | Classificació per punts | Classificació per punts          | Classificació per punts | Classificació per punts |
| Corredor                | Corredor                | Equip                            | Punts                   |                         |
| ----------------------- | ----------------------- | -------------------------------- | ----------------------- | ----------------------- |
| 1r                      | Sam Bennett             | Deceuninck-Quick Step            | 380 pts                 |                         |
| 2n                      | Peter Sagan             | Bora-Hansgrohe                   | 284 pts                 |                         |
| 3r                      | Matteo Trentin          | CCC Team                         | 260 pts                 |                         |
| 4t                      | Bryan Coquard           | B&B Hotels-Vital Concept p/b KTM | 181 pts                 |                         |
| 5è                      | Wout van Aert           | Jumbo-Visma                      | 174 pts                 |                         |
| 6è                      | Caleb Ewan              | Lotto-Soudal                     | 170 pts                 |                         |
| 7è                      | Julian Alaphilippe      | Deceuninck-Quick Step            | 150 pts                 |                         |
| 8è                      | Tadej Pogačar           | UAE Team Emirates                | 143 pts                 |                         |
| 9è                      | Søren Kragh Andersen    | Team Sunweb                      | 138 pts                 |                         |
| 10è                     | Michael Mørkøv          | Deceuninck-Quick Step            | 138 pts                 |                         |

| Classificació de la muntanya | Classificació de la muntanya | Classificació de la muntanya     | Classificació de la muntanya | Classificació de la muntanya |
| Corredor                     | Corredor                     | Equip                            | Punts                        |                              |
| ---------------------------- | ---------------------------- | -------------------------------- | ---------------------------- | ---------------------------- |
| 1r                           | Tadej Pogačar                | UAE Team Emirates                | 82 pts                       |                              |
| 2n                           | Richard Carapaz Montenegro   | Ineos Grenadiers                 | 74 pts                       |                              |
| 3r                           | Primož Roglič                | Jumbo-Visma                      | 67 pts                       |                              |
| 4t                           | Marc Hirschi                 | Team Sunweb                      | 62 pts                       |                              |
| 5è                           | Miguel Ángel López Moreno    | Astana                           | 51 pts                       |                              |
| 6è                           | Benoît Cosnefroy             | AG2R La Mondiale                 | 36 pts                       |                              |
| 7è                           | Pierre Rolland               | B&B Hotels-Vital Concept p/b KTM | 36 pts                       |                              |
| 8è                           | Richie Porte                 | Trek-Segafredo                   | 36 pts                       |                              |
| 9è                           | Nans Peters                  | AG2R La Mondiale                 | 32 pts                       |                              |
| 10è                          | Lennard Kämna                | Bora-Hansgrohe                   | 27 pts                       |                              |

| Classificació de la muntanya | Classificació de la muntanya | Classificació de la muntanya     | Classificació de la muntanya | Classificació de la muntanya |
| Corredor                     | Corredor                     | Equip                            | Punts                        |                              |
| ---------------------------- | ---------------------------- | -------------------------------- | ---------------------------- | ---------------------------- |
| 1r                           | Tadej Pogačar                | UAE Team Emirates                | 82 pts                       |                              |
| 2n                           | Richard Carapaz Montenegro   | Ineos Grenadiers                 | 74 pts                       |                              |
| 3r                           | Primož Roglič                | Jumbo-Visma                      | 67 pts                       |                              |
| 4t                           | Marc Hirschi                 | Team Sunweb                      | 62 pts                       |                              |
| 5è                           | Miguel Ángel López Moreno    | Astana                           | 51 pts                       |                              |
| 6è                           | Benoît Cosnefroy             | AG2R La Mondiale                 | 36 pts                       |                              |
| 7è                           | Pierre Rolland               | B&B Hotels-Vital Concept p/b KTM | 36 pts                       |                              |
| 8è                           | Richie Porte                 | Trek-Segafredo                   | 36 pts                       |                              |
| 9è                           | Nans Peters                  | AG2R La Mondiale                 | 32 pts                       |                              |
| 10è                          | Lennard Kämna                | Bora-Hansgrohe                   | 27 pts                       |                              |

| Classificació del millor jove | Classificació del millor jove | Classificació del millor jove | Classificació del millor jove | Classificació del millor jove |
| Corredor                      | Corredor                      | Equip                         | Temps                         |                               |
| ----------------------------- | ----------------------------- | ----------------------------- | ----------------------------- | ----------------------------- |
| 1r                            | Tadej Pogačar                 | UAE Team Emirates             | 87h 20' 05"                   |                               |
| 2n                            | Enric Mas Nicolau             | Movistar Team                 | + 6' 07"                      |                               |
| 3r                            | Valentin Madouas              | Groupama-FDJ                  | + 1h 42' 43"                  |                               |
| 4t                            | Daniel Martínez Poveda        | EF Pro Cycling                | + 1h 55' 12"                  |                               |
| 5è                            | Lennard Kämna                 | Bora-Hansgrohe                | + 2h 15' 39"                  |                               |
| 6è                            | Harold Tejada                 | Astana                        | + 2h 37' 02"                  |                               |
| 7è                            | Niklas Eg                     | Trek-Segafredo                | + 2h 50' 04"                  |                               |
| 8è                            | Marc Hirschi                  | Team Sunweb                   | + 2h 54' 34"                  |                               |
| 9è                            | Neilson Powless               | EF Pro Cycling                | + 3h 03' 09"                  |                               |
| 10è                           | Pàvel Sivakov                 | Ineos Grenadiers              | + 4h 15' 38"                  |                               |

| Classificació del millor jove | Classificació del millor jove | Classificació del millor jove | Classificació del millor jove | Classificació del millor jove |
| Corredor                      | Corredor                      | Equip                         | Temps                         |                               |
| ----------------------------- | ----------------------------- | ----------------------------- | ----------------------------- | ----------------------------- |
| 1r                            | Tadej Pogačar                 | UAE Team Emirates             | 87h 20' 05"                   |                               |
| 2n                            | Enric Mas Nicolau             | Movistar Team                 | + 6' 07"                      |                               |
| 3r                            | Valentin Madouas              | Groupama-FDJ                  | + 1h 42' 43"                  |                               |
| 4t                            | Daniel Martínez Poveda        | EF Pro Cycling                | + 1h 55' 12"                  |                               |
| 5è                            | Lennard Kämna                 | Bora-Hansgrohe                | + 2h 15' 39"                  |                               |
| 6è                            | Harold Tejada                 | Astana                        | + 2h 37' 02"                  |                               |
| 7è                            | Niklas Eg                     | Trek-Segafredo                | + 2h 50' 04"                  |                               |
| 8è                            | Marc Hirschi                  | Team Sunweb                   | + 2h 54' 34"                  |                               |
| 9è                            | Neilson Powless               | EF Pro Cycling                | + 3h 03' 09"                  |                               |
| 10è                           | Pàvel Sivakov                 | Ineos Grenadiers              | + 4h 15' 38"                  |                               |

| Classificació per equips | Classificació per equips | Classificació per equips | Classificació per equips |
| Equip                    | Equip                    | Temps                    |                          |
| ------------------------ | ------------------------ | ------------------------ | ------------------------ |
| 1r                       | Movistar Team            | 262h 14' 58"             |                          |
| 2n                       | Jumbo-Visma              | + 18' 31"                |                          |
| 3r                       | Bahrain McLaren          | + 57' 10"                |                          |
| 4t                       | EF Pro Cycling           | + 1h 16' 43"             |                          |
| 5è                       | Ineos Grenadiers         | + 1h 32' 01"             |                          |
| 6è                       | Trek-Segafredo           | + 1h 39' 39"             |                          |
| 7è                       | Astana                   | + 1h 47' 15"             |                          |
| 8è                       | AG2R La Mondiale         | + 2h 58' 47"             |                          |
| 9è                       | UAE Team Emirates        | + 3h 06' 46"             |                          |
| 10è                      | Mitchelton-Scott         | + 3h 25' 10"             |                          |

| Classificació per equips | Classificació per equips | Classificació per equips | Classificació per equips |
| Equip                    | Equip                    | Temps                    |                          |
| ------------------------ | ------------------------ | ------------------------ | ------------------------ |
| 1r                       | Movistar Team            | 262h 14' 58"             |                          |
| 2n                       | Jumbo-Visma              | + 18' 31"                |                          |
| 3r                       | Bahrain McLaren          | + 57' 10"                |                          |
| 4t                       | EF Pro Cycling           | + 1h 16' 43"             |                          |
| 5è                       | Ineos Grenadiers         | + 1h 32' 01"             |                          |
| 6è                       | Trek-Segafredo           | + 1h 39' 39"             |                          |
| 7è                       | Astana                   | + 1h 47' 15"             |                          |
| 8è                       | AG2R La Mondiale         | + 2h 58' 47"             |                          |
| 9è                       | UAE Team Emirates        | + 3h 06' 46"             |                          |
| 10è                      | Mitchelton-Scott         | + 3h 25' 10"             |                          |

## Evolució de les classificacions
| Etapa | Vencedor             | Classificació general | Classificació per punts | Classificació de muntanya | Classificació jove | Classificació per equips | Premi de la combativitat |
| ----- | -------------------- | --------------------- | ----------------------- | ------------------------- | ------------------ | ------------------------ | ------------------------ |
| 1     | Alexander Kristoff   | Alexander Kristoff    | Alexander Kristoff      | Fabien Grellier           | Mads Pedersen      | Trek-Segafredo           | Michael Schär            |
| 2     | Julian Alaphilippe   | Julian Alaphilippe    | Alexander Kristoff      | Benoît Cosnefroy          | Marc Hirschi       | Trek-Segafredo           | Benoît Cosnefroy         |
| 3     | Caleb Ewan           | Julian Alaphilippe    | Peter Sagan             | Benoît Cosnefroy          | Marc Hirschi       | Trek-Segafredo           | Jérôme Cousin            |
| 4     | Primož Roglič        | Julian Alaphilippe    | Peter Sagan             | Benoît Cosnefroy          | Tadej Pogačar      | EF Education First       | Krists Neilands          |
| 5     | Wout van Aert        | Adam Yates            | Sam Bennett             | Benoît Cosnefroy          | Tadej Pogačar      | EF Education First       | Wouter Poels             |
| 6     | Alexey Lutsenko      | Adam Yates            | Sam Bennett             | Benoît Cosnefroy          | Tadej Pogačar      | EF Education First       | Nicolas Roche            |
| 7     | Wout Van Aert        | Adam Yates            | Peter Sagan             | Benoît Cosnefroy          | Egan Bernal        | EF Education First       | Daniel Oss               |
| 8     | Nans Peters          | Adam Yates            | Peter Sagan             | Benoît Cosnefroy          | Egan Bernal        | EF Education First       | Nans Peters              |
| 9     | Tadej Pogačar        | Primož Roglič         | Peter Sagan             | Benoît Cosnefroy          | Egan Bernal        | Movistar                 | Marc Hirschi             |
| 10    | Sam Bennett          | Primož Roglič         | Sam Bennett             | Benoît Cosnefroy          | Egan Bernal        | Movistar                 | Stefan Küng              |
| 11    | Caleb Ewan           | Primož Roglič         | Sam Bennett             | Benoît Cosnefroy          | Egan Bernal        | Movistar                 | Matthieu Ladagnous       |
| 12    | Marc Hirschi         | Primož Roglič         | Sam Bennett             | Benoît Cosnefroy          | Egan Bernal        | Movistar                 | Marc Hirschi             |
| 13    | Daniel Martínez      | Primož Roglič         | Sam Bennett             | Benoît Cosnefroy          | Tadej Pogačar      | EF Pro Cycling           | Maximilian Schachmann    |
| 14    | Søren Kragh Andersen | Primož Roglič         | Sam Bennett             | Benoît Cosnefroy          | Tadej Pogačar      | EF Pro Cycling           | Stefan Küng              |
| 15    | Tadej Pogačar        | Primož Roglič         | Sam Bennett             | Benoît Cosnefroy          | Tadej Pogačar      | Movistar                 | Pierre Rolland           |
| 16    | Lennard Kämna        | Primož Roglič         | Sam Bennett             | Benoît Cosnefroy          | Tadej Pogačar      | Movistar                 | Richard Carapaz          |
| 17    | Miguel Ángel López   | Primož Roglič         | Sam Bennett             | Tadej Pogačar             | Tadej Pogačar      | Movistar                 | Julian Alaphilippe       |
| 18    | Michał Kwiatkowski   | Primož Roglič         | Sam Bennett             | Richard Carapaz           | Tadej Pogačar      | Movistar                 | Marc Hirschi             |
| 19    | Søren Kragh Andersen | Primož Roglič         | Sam Bennett             | Richard Carapaz           | Tadej Pogačar      | Movistar                 | Rémi Cavagna             |
| 20    | Tadej Pogačar        | Tadej Pogačar         | Sam Bennett             | Tadej Pogačar             | Tadej Pogačar      | Movistar                 | no s'entrega             |
| 21    | Sam Bennett          | Tadej Pogačar         | Sam Bennett             | Tadej Pogačar             | Tadej Pogačar      | Movistar                 | no s'entrega             |
| Final | Final                | Tadej Pogačar         | Sam Bennett             | Tadej Pogačar             | Tadej Pogačar      | Movistar Team            | Marc Hirschi             |

## Participants
| Ineos Grenadiers IGD | Ineos Grenadiers IGD               | Ineos Grenadiers IGD |
| -------------------- | ---------------------------------- | -------------------- |
| Núm                  | Ciclista                           | Pos                  |
| 1                    | Egan Bernal Gómez (COL)            | NP-17                |
| 2                    | Andrey Amador Bikkazakova (CRC)    | 77è                  |
| 3                    | Richard Carapaz Montenegro (ECU)   | 13è                  |
| 4                    | Jonathan Castroviejo Nicolás (ESP) | NP-19                |
| 5                    | Michał Kwiatkowski (POL)           | 30è                  |
| 6                    | Luke Rowe (GBR)                    | 129è                 |
| 7                    | Pàvel Sivakov (RUS)                | 87è                  |
| 8                    | Dylan van Baarle (NED)             | 59è                  |

| Jumbo-Visma TJV | Jumbo-Visma TJV             | Jumbo-Visma TJV |
| --------------- | --------------------------- | --------------- |
| Núm             | Ciclista                    | Pos             |
| 11              | Primož Roglič (SLO) (ruta)  | 2n              |
| 12              | George Bennett (NZL)        | 34è             |
| 13              | Amund Grøndahl Jansen (NOR) | 128è            |
| 14              | Tom Dumoulin (NED)          | 7è              |
| 15              | Robert Gesink (NED)         | 42è             |
| 16              | Sepp Kuss (USA)             | 15è             |
| 17              | Tony Martin (GER)           | 118è            |
| 18              | Wout van Aert (BEL) (crono) | 20è             |

| Bora-Hansgrohe BOH | Bora-Hansgrohe BOH          | Bora-Hansgrohe BOH |
| ------------------ | --------------------------- | ------------------ |
| Núm                | Ciclista                    | Pos                |
| 21                 | Peter Sagan (SVK)           | 84è                |
| 22                 | Emanuel Buchmann (GER)      | 38è                |
| 23                 | Felix Großschartner (AUT)   | 63è                |
| 24                 | Lennard Kämna (GER)         | 33è                |
| 25                 | Gregor Mühlberger (AUT)     | DNF-11             |
| 26                 | Daniel Oss (ITA)            | 105è               |
| 27                 | Lukas Pöstlberger (AUT)     | DNF-19             |
| 28                 | Maximilian Schachmann (GER) | 57è                |

| AG2R La Mondiale ALM | AG2R La Mondiale ALM    | AG2R La Mondiale ALM |
| -------------------- | ----------------------- | -------------------- |
| Núm                  | Ciclista                | Pos                  |
| 31                   | Romain Bardet (FRA)     | NP-14                |
| 32                   | Mikaël Cherel (FRA)     | 26è                  |
| 33                   | Benoît Cosnefroy (FRA)  | 116è                 |
| 34                   | Pierre Latour (FRA)     | DNF-14               |
| 35                   | Oliver Naesen (BEL)     | 61è                  |
| 36                   | Nans Peters (FRA)       | 65è                  |
| 37                   | Clément Venturini (FRA) | 104è                 |
| 38                   | Alexis Vuillermoz (FRA) | 35è                  |

| Deceuninck-Quick Step DQT | Deceuninck-Quick Step DQT           | Deceuninck-Quick Step DQT |
| ------------------------- | ----------------------------------- | ------------------------- |
| Núm                       | Ciclista                            | Pos                       |
| 41                        | Julian Alaphilippe (FRA)            | 36è                       |
| 42                        | Kasper Asgreen (DEN) (ruta i crono) | 114è                      |
| 43                        | Sam Bennett (IRL) (ruta)            | 138è                      |
| 44                        | Rémi Cavagna (FRA) (crono)          | 113è                      |
| 45                        | Tim Declercq (BEL)                  | 127è                      |
| 46                        | Dries Devenyns (BEL)                | 90è                       |
| 47                        | Bob Jungels (LUX) (crono)           | 43è                       |
| 48                        | Michael Mørkøv (DEN)                | 130è                      |

| Groupama-FDJ GFC | Groupama-FDJ GFC                   | Groupama-FDJ GFC |
| ---------------- | ---------------------------------- | ---------------- |
| Núm              | Ciclista                           | Pos              |
| 51               | Thibaut Pinot (FRA)                | 29è              |
| 52               | William Bonnet (FRA)               | DNF-8            |
| 53               | David Gaudu (FRA)                  | DNF-16           |
| 54               | Stefan Küng (SUI) (crono)          | NP-17            |
| 55               | Mathieu Ladagnous (FRA)            | 94è              |
| 56               | Valentin Madouas (FRA)             | 27è              |
| 57               | Rudy Molard (FRA)                  | 39è              |
| 58               | Sébastien Reichenbach (SUI) (ruta) | 24è              |

| Bahrain McLaren TBM | Bahrain McLaren TBM                         | Bahrain McLaren TBM |
| ------------------- | ------------------------------------------- | ------------------- |
| Núm                 | Ciclista                                    | Pos                 |
| 61                  | Mikel Landa Meana (ESP)                     | 4t                  |
| 62                  | Peio Bilbao López de Armentia (ESP) (crono) | 16è                 |
| 63                  | Damiano Caruso (ITA)                        | 10è                 |
| 64                  | Sonny Colbrelli (ITA)                       | 93è                 |
| 65                  | Marco Haller (AUT)                          | 143è                |
| 66                  | Matej Mohorič (SLO)                         | 76è                 |
| 67                  | Wout Poels (NED)                            | 110è                |
| 68                  | Rafael Valls Ferri (ESP)                    | NP-2                |

| EF Pro Cycling EF1 | EF Pro Cycling EF1                   | EF Pro Cycling EF1 |
| ------------------ | ------------------------------------ | ------------------ |
| Núm                | Ciclista                             | Pos                |
| 71                 | Rigoberto Urán (COL)                 | 8è                 |
| 72                 | Alberto Bettiol (ITA)                | 62è                |
| 73                 | Hugh Carthy (GBR)                    | 37è                |
| 74                 | Sergio Higuita García (COL) (ruta)   | DNF-15             |
| 75                 | Jens Keukeleire (BEL)                | 89è                |
| 76                 | Daniel Martínez Poveda (COL) (crono) | 28è                |
| 77                 | Neilson Powless (USA)                | 56è                |
| 78                 | Tejay van Garderen (USA)             | 91è                |

| Arkéa-Samsic ARK | Arkéa-Samsic ARK           | Arkéa-Samsic ARK |
| ---------------- | -------------------------- | ---------------- |
| Núm              | Ciclista                   | Pos              |
| 81               | Nairo Quintana Rojas (COL) | 17è              |
| 82               | Winner Anacona Gómez (COL) | 66è              |
| 83               | Warren Barguil (FRA)       | 14è              |
| 84               | Kévin Ledanois (FRA)       | 102è             |
| 85               | Dayer Quintana Rojas (COL) | 95è              |
| 86               | Diego Rosa (ITA)           | DNF-8            |
| 87               | Clément Russo (FRA)        | 133è             |
| 88               | Connor Swift (GBR)         | 106è             |

| Movistar Team MOV | Movistar Team MOV                 | Movistar Team MOV |
| ----------------- | --------------------------------- | ----------------- |
| Núm               | Ciclista                          | Pos               |
| 91                | Alejandro Valverde Belmonte (ESP) | 12è               |
| 92                | Dario Cataldo (ITA)               | 80è               |
| 93                | Imanol Erviti Ollo (ESP)          | 74è               |
| 94                | Enric Mas Nicolau (ESP)           | 5è                |
| 95                | Nélson Oliveira (POR)             | 55è               |
| 96                | José Joaquín Rojas Gil (ESP)      | 70è               |
| 97                | Marc Soler i Giménez (ESP)        | 21è               |
| 98                | Carlos Verona Quintanilla (ESP)   | 19è               |

| Trek-Segafredo TFS | Trek-Segafredo TFS         | Trek-Segafredo TFS |
| ------------------ | -------------------------- | ------------------ |
| Núm                | Ciclista                   | Pos                |
| 101                | Richie Porte (AUS)         | 3r                 |
| 102                | Niklas Eg (DEN)            | 51è                |
| 103                | Kenny Elissonde (FRA)      | 25è                |
| 104                | Bauke Mollema (NED)        | DNF-13             |
| 105                | Mads Pedersen (DEN) (ruta) | 124è               |
| 106                | Toms Skujiņš (LAT) (ruta)  | 81è                |
| 107                | Jasper Stuyven (BEL)       | 71è                |
| 108                | Edward Theuns (BEL)        | 119è               |

| CCC Team CCC | CCC Team CCC               | CCC Team CCC |
| ------------ | -------------------------- | ------------ |
| Núm          | Ciclista                   | Pos          |
| 111          | Greg Van Avermaet (BEL)    | 50è          |
| 112          | Alessandro De Marchi (ITA) | 100è         |
| 113          | Simon Geschke (GER)        | 48è          |
| 114          | Jan Hirt (CZE)             | 67è          |
| 115          | Jonas Koch (GER)           | 125è         |
| 116          | Michael Schär (SUI)        | 69è          |
| 117          | Matteo Trentin (ITA)       | 79è          |
| 118          | Ilnur Zakarin (RUS)        | DNF-12       |

| Cofidis COF | Cofidis COF               | Cofidis COF |
| ----------- | ------------------------- | ----------- |
| Núm         | Ciclista                  | Pos         |
| 121         | Guillaume Martin (FRA)    | 11è         |
| 122         | Simone Consonni (ITA)     | 112è        |
| 123         | Nicolas Edet (FRA)        | 49è         |
| 124         | Jesús Herrada López (ESP) | 44è         |
| 125         | Christophe Laporte (FRA)  | 107è        |
| 126         | Anthony Perez (FRA)       | DNF-3       |
| 127         | Pierre-Luc Périchon (FRA) | 86è         |
| 128         | Elia Viviani (ITA)        | 135è        |

| UAE Team Emirates UAD | UAE Team Emirates UAD            | UAE Team Emirates UAD |
| --------------------- | -------------------------------- | --------------------- |
| Núm                   | Ciclista                         | Pos                   |
| 131                   | Tadej Pogačar (SLO) (crono)      | 1r                    |
| 132                   | Fabio Aru (ITA)                  | DNF-9                 |
| 133                   | David de la Cruz Melgarejo (ESP) | 72è                   |
| 134                   | Davide Formolo (ITA)             | NP-11                 |
| 135                   | Alexander Kristoff (NOR)         | 132è                  |
| 136                   | Vegard Stake Laengen (NOR)       | 82è                   |
| 137                   | Marco Marcato (ITA)              | 111è                  |
| 138                   | Jan Polanc (SLO)                 | 40è                   |

| Astana AST | Astana AST                            | Astana AST |
| ---------- | ------------------------------------- | ---------- |
| Núm        | Ciclista                              | Pos        |
| 141        | Miguel Ángel López Moreno (COL)       | 6è         |
| 142        | Omar Fraile Matarranz (ESP)           | 60è        |
| 143        | Hugo Houle (CAN)                      | 47è        |
| 144        | Gorka Izagirre Insausti (ESP)         | 22è        |
| 145        | Ion Izagirre Insausti (ESP)           | DNF-11     |
| 146        | Aleksei Lutsenko (KAZ) (ruta i crono) | 46è        |
| 147        | Luis León Sánchez Gil (ESP) (ruta)    | 32è        |
| 148        | Harold Tejada (COL)                   | 45è        |

| Lotto-Soudal LTS | Lotto-Soudal LTS       | Lotto-Soudal LTS |
| ---------------- | ---------------------- | ---------------- |
| Núm              | Ciclista               | Pos              |
| 151              | Caleb Ewan (AUS)       | 144è             |
| 152              | Steff Cras (BEL)       | DNF-9            |
| 153              | Jasper De Buyst (BEL)  | 142è             |
| 154              | Thomas De Gendt (BEL)  | 52è              |
| 155              | John Degenkolb (GER)   | FC-1             |
| 156              | Frederik Frison (BEL)  | 145è             |
| 157              | Philippe Gilbert (BEL) | NP-2             |
| 158              | Roger Kluge (GER)      | 146è             |

| Mitchelton-Scott MTS | Mitchelton-Scott MTS          | Mitchelton-Scott MTS |
| -------------------- | ----------------------------- | -------------------- |
| Núm                  | Ciclista                      | Pos                  |
| 161                  | Adam Yates (GBR)              | 9è                   |
| 162                  | Jack Bauer (NZL)              | 83è                  |
| 163                  | Sam Bewley (NZL)              | DNF-10               |
| 164                  | Esteban Chaves Rubio (COL)    | 23è                  |
| 165                  | Daryl Impey (RSA) (crono)     | 97è                  |
| 166                  | Christopher Juul-Jensen (DEN) | 99è                  |
| 167                  | Luka Mezgec (SLO)             | 88è                  |
| 168                  | Mikel Nieve Iturralde (ESP)   | DNF-17               |

| Israel Start-Up Nation ISN | Israel Start-Up Nation ISN    | Israel Start-Up Nation ISN |
| -------------------------- | ----------------------------- | -------------------------- |
| Núm                        | Ciclista                      | Pos                        |
| 171                        | Daniel Martin (IRL)           | 41è                        |
| 172                        | André Greipel (GER)           | DNF-18                     |
| 173                        | Ben Hermans (BEL)             | 68è                        |
| 174                        | Hugo Hofstetter (FRA)         | 115è                       |
| 175                        | Krists Neilands (LAT) (crono) | 85è                        |
| 176                        | Guy Niv (ISR) (crono)         | 139è                       |
| 177                        | Nils Politt (GER)             | 120è                       |
| 178                        | Tom Van Asbroeck (BEL)        | 98è                        |

| Total Direct Énergie TDE | Total Direct Énergie TDE | Total Direct Énergie TDE |
| ------------------------ | ------------------------ | ------------------------ |
| Núm                      | Ciclista                 | Pos                      |
| 181                      | Niccolò Bonifazio (ITA)  | 141è                     |
| 182                      | Mathieu Burgaudeau (FRA) | 131è                     |
| 183                      | Lilian Calmejane (FRA)   | DNF-8                    |
| 184                      | Jérôme Cousin (FRA)      | FC-16                    |
| 185                      | Fabien Grellier (FRA)    | 117è                     |
| 186                      | Romain Sicard (FRA)      | 31è                      |
| 187                      | Geoffrey Soupe (FRA)     | 123è                     |
| 188                      | Anthony Turgis (FRA)     | 108è                     |

| NTT Pro Cycling NTT | NTT Pro Cycling NTT            | NTT Pro Cycling NTT |
| ------------------- | ------------------------------ | ------------------- |
| Núm                 | Ciclista                       | Pos                 |
| 191                 | Giacomo Nizzolo (ITA) (ruta)   | DNF-8               |
| 192                 | Edvald Boasson Hagen (NOR)     | 101è                |
| 193                 | Ryan Gibbons (RSA) (ruta)      | 121è                |
| 194                 | Michael Gogl (AUT)             | NP-19               |
| 195                 | Michael Valgren Andersen (DEN) | 73è                 |
| 196                 | Roman Kreuziger (CZE)          | 109è                |
| 197                 | Domenico Pozzovivo (ITA)       | NP-10               |
| 198                 | Max Walscheid (GER)            | 134è                |

| Team Sunweb SUN | Team Sunweb SUN            | Team Sunweb SUN |
| --------------- | -------------------------- | --------------- |
| Núm             | Ciclista                   | Pos             |
| 201             | Tiesj Benoot (BEL)         | 75è             |
| 202             | Nikias Arndt (GER)         | 126è            |
| 203             | Cees Bol (NED)             | 140è            |
| 204             | Marc Hirschi (SUI)         | 54è             |
| 205             | Søren Kragh Andersen (DEN) | 58è             |
| 206             | Joris Nieuwenhuis (NED)    | 103è            |
| 207             | Casper Pedersen (DEN)      | 92è             |
| 208             | Nicolas Roche (IRL)        | 64è             |

| B&B Hotels-Vital Concept p/b KTM BVC | B&B Hotels-Vital Concept p/b KTM BVC | B&B Hotels-Vital Concept p/b KTM BVC |
| ------------------------------------ | ------------------------------------ | ------------------------------------ |
| Núm                                  | Ciclista                             | Pos                                  |
| 211                                  | Bryan Coquard (FRA)                  | 122è                                 |
| 212                                  | Cyril Barthe (FRA)                   | 96è                                  |
| 213                                  | Maxime Chevalier (FRA)               | 136è                                 |
| 214                                  | Jens Debusschere (BEL)               | FC-17                                |
| 215                                  | Cyril Gautier (FRA)                  | 78è                                  |
| 216                                  | Quentin Pacher (FRA)                 | 53è                                  |
| 217                                  | Kévin Réza (FRA)                     | 137è                                 |
| 218                                  | Pierre Rolland (FRA)                 | 18è                                  |

| Ineos Grenadiers IGD | Ineos Grenadiers IGD               | Ineos Grenadiers IGD |
| -------------------- | ---------------------------------- | -------------------- |
| Núm                  | Ciclista                           | Pos                  |
| 1                    | Egan Bernal Gómez (COL)            | NP-17                |
| 2                    | Andrey Amador Bikkazakova (CRC)    | 77è                  |
| 3                    | Richard Carapaz Montenegro (ECU)   | 13è                  |
| 4                    | Jonathan Castroviejo Nicolás (ESP) | NP-19                |
| 5                    | Michał Kwiatkowski (POL)           | 30è                  |
| 6                    | Luke Rowe (GBR)                    | 129è                 |
| 7                    | Pàvel Sivakov (RUS)                | 87è                  |
| 8                    | Dylan van Baarle (NED)             | 59è                  |

| Jumbo-Visma TJV | Jumbo-Visma TJV             | Jumbo-Visma TJV |
| --------------- | --------------------------- | --------------- |
| Núm             | Ciclista                    | Pos             |
| 11              | Primož Roglič (SLO) (ruta)  | 2n              |
| 12              | George Bennett (NZL)        | 34è             |
| 13              | Amund Grøndahl Jansen (NOR) | 128è            |
| 14              | Tom Dumoulin (NED)          | 7è              |
| 15              | Robert Gesink (NED)         | 42è             |
| 16              | Sepp Kuss (USA)             | 15è             |
| 17              | Tony Martin (GER)           | 118è            |
| 18              | Wout van Aert (BEL) (crono) | 20è             |

| Bora-Hansgrohe BOH | Bora-Hansgrohe BOH          | Bora-Hansgrohe BOH |
| ------------------ | --------------------------- | ------------------ |
| Núm                | Ciclista                    | Pos                |
| 21                 | Peter Sagan (SVK)           | 84è                |
| 22                 | Emanuel Buchmann (GER)      | 38è                |
| 23                 | Felix Großschartner (AUT)   | 63è                |
| 24                 | Lennard Kämna (GER)         | 33è                |
| 25                 | Gregor Mühlberger (AUT)     | DNF-11             |
| 26                 | Daniel Oss (ITA)            | 105è               |
| 27                 | Lukas Pöstlberger (AUT)     | DNF-19             |
| 28                 | Maximilian Schachmann (GER) | 57è                |

| AG2R La Mondiale ALM | AG2R La Mondiale ALM    | AG2R La Mondiale ALM |
| -------------------- | ----------------------- | -------------------- |
| Núm                  | Ciclista                | Pos                  |
| 31                   | Romain Bardet (FRA)     | NP-14                |
| 32                   | Mikaël Cherel (FRA)     | 26è                  |
| 33                   | Benoît Cosnefroy (FRA)  | 116è                 |
| 34                   | Pierre Latour (FRA)     | DNF-14               |
| 35                   | Oliver Naesen (BEL)     | 61è                  |
| 36                   | Nans Peters (FRA)       | 65è                  |
| 37                   | Clément Venturini (FRA) | 104è                 |
| 38                   | Alexis Vuillermoz (FRA) | 35è                  |

| Deceuninck-Quick Step DQT | Deceuninck-Quick Step DQT           | Deceuninck-Quick Step DQT |
| ------------------------- | ----------------------------------- | ------------------------- |
| Núm                       | Ciclista                            | Pos                       |
| 41                        | Julian Alaphilippe (FRA)            | 36è                       |
| 42                        | Kasper Asgreen (DEN) (ruta i crono) | 114è                      |
| 43                        | Sam Bennett (IRL) (ruta)            | 138è                      |
| 44                        | Rémi Cavagna (FRA) (crono)          | 113è                      |
| 45                        | Tim Declercq (BEL)                  | 127è                      |
| 46                        | Dries Devenyns (BEL)                | 90è                       |
| 47                        | Bob Jungels (LUX) (crono)           | 43è                       |
| 48                        | Michael Mørkøv (DEN)                | 130è                      |

| Groupama-FDJ GFC | Groupama-FDJ GFC                   | Groupama-FDJ GFC |
| ---------------- | ---------------------------------- | ---------------- |
| Núm              | Ciclista                           | Pos              |
| 51               | Thibaut Pinot (FRA)                | 29è              |
| 52               | William Bonnet (FRA)               | DNF-8            |
| 53               | David Gaudu (FRA)                  | DNF-16           |
| 54               | Stefan Küng (SUI) (crono)          | NP-17            |
| 55               | Mathieu Ladagnous (FRA)            | 94è              |
| 56               | Valentin Madouas (FRA)             | 27è              |
| 57               | Rudy Molard (FRA)                  | 39è              |
| 58               | Sébastien Reichenbach (SUI) (ruta) | 24è              |

| Bahrain McLaren TBM | Bahrain McLaren TBM                         | Bahrain McLaren TBM |
| ------------------- | ------------------------------------------- | ------------------- |
| Núm                 | Ciclista                                    | Pos                 |
| 61                  | Mikel Landa Meana (ESP)                     | 4t                  |
| 62                  | Peio Bilbao López de Armentia (ESP) (crono) | 16è                 |
| 63                  | Damiano Caruso (ITA)                        | 10è                 |
| 64                  | Sonny Colbrelli (ITA)                       | 93è                 |
| 65                  | Marco Haller (AUT)                          | 143è                |
| 66                  | Matej Mohorič (SLO)                         | 76è                 |
| 67                  | Wout Poels (NED)                            | 110è                |
| 68                  | Rafael Valls Ferri (ESP)                    | NP-2                |

| EF Pro Cycling EF1 | EF Pro Cycling EF1                   | EF Pro Cycling EF1 |
| ------------------ | ------------------------------------ | ------------------ |
| Núm                | Ciclista                             | Pos                |
| 71                 | Rigoberto Urán (COL)                 | 8è                 |
| 72                 | Alberto Bettiol (ITA)                | 62è                |
| 73                 | Hugh Carthy (GBR)                    | 37è                |
| 74                 | Sergio Higuita García (COL) (ruta)   | DNF-15             |
| 75                 | Jens Keukeleire (BEL)                | 89è                |
| 76                 | Daniel Martínez Poveda (COL) (crono) | 28è                |
| 77                 | Neilson Powless (USA)                | 56è                |
| 78                 | Tejay van Garderen (USA)             | 91è                |

| Arkéa-Samsic ARK | Arkéa-Samsic ARK           | Arkéa-Samsic ARK |
| ---------------- | -------------------------- | ---------------- |
| Núm              | Ciclista                   | Pos              |
| 81               | Nairo Quintana Rojas (COL) | 17è              |
| 82               | Winner Anacona Gómez (COL) | 66è              |
| 83               | Warren Barguil (FRA)       | 14è              |
| 84               | Kévin Ledanois (FRA)       | 102è             |
| 85               | Dayer Quintana Rojas (COL) | 95è              |
| 86               | Diego Rosa (ITA)           | DNF-8            |
| 87               | Clément Russo (FRA)        | 133è             |
| 88               | Connor Swift (GBR)         | 106è             |

| Movistar Team MOV | Movistar Team MOV                 | Movistar Team MOV |
| ----------------- | --------------------------------- | ----------------- |
| Núm               | Ciclista                          | Pos               |
| 91                | Alejandro Valverde Belmonte (ESP) | 12è               |
| 92                | Dario Cataldo (ITA)               | 80è               |
| 93                | Imanol Erviti Ollo (ESP)          | 74è               |
| 94                | Enric Mas Nicolau (ESP)           | 5è                |
| 95                | Nélson Oliveira (POR)             | 55è               |
| 96                | José Joaquín Rojas Gil (ESP)      | 70è               |
| 97                | Marc Soler i Giménez (ESP)        | 21è               |
| 98                | Carlos Verona Quintanilla (ESP)   | 19è               |

| Trek-Segafredo TFS | Trek-Segafredo TFS         | Trek-Segafredo TFS |
| ------------------ | -------------------------- | ------------------ |
| Núm                | Ciclista                   | Pos                |
| 101                | Richie Porte (AUS)         | 3r                 |
| 102                | Niklas Eg (DEN)            | 51è                |
| 103                | Kenny Elissonde (FRA)      | 25è                |
| 104                | Bauke Mollema (NED)        | DNF-13             |
| 105                | Mads Pedersen (DEN) (ruta) | 124è               |
| 106                | Toms Skujiņš (LAT) (ruta)  | 81è                |
| 107                | Jasper Stuyven (BEL)       | 71è                |
| 108                | Edward Theuns (BEL)        | 119è               |

| CCC Team CCC | CCC Team CCC               | CCC Team CCC |
| ------------ | -------------------------- | ------------ |
| Núm          | Ciclista                   | Pos          |
| 111          | Greg Van Avermaet (BEL)    | 50è          |
| 112          | Alessandro De Marchi (ITA) | 100è         |
| 113          | Simon Geschke (GER)        | 48è          |
| 114          | Jan Hirt (CZE)             | 67è          |
| 115          | Jonas Koch (GER)           | 125è         |
| 116          | Michael Schär (SUI)        | 69è          |
| 117          | Matteo Trentin (ITA)       | 79è          |
| 118          | Ilnur Zakarin (RUS)        | DNF-12       |

| Cofidis COF | Cofidis COF               | Cofidis COF |
| ----------- | ------------------------- | ----------- |
| Núm         | Ciclista                  | Pos         |
| 121         | Guillaume Martin (FRA)    | 11è         |
| 122         | Simone Consonni (ITA)     | 112è        |
| 123         | Nicolas Edet (FRA)        | 49è         |
| 124         | Jesús Herrada López (ESP) | 44è         |
| 125         | Christophe Laporte (FRA)  | 107è        |
| 126         | Anthony Perez (FRA)       | DNF-3       |
| 127         | Pierre-Luc Périchon (FRA) | 86è         |
| 128         | Elia Viviani (ITA)        | 135è        |

| UAE Team Emirates UAD | UAE Team Emirates UAD            | UAE Team Emirates UAD |
| --------------------- | -------------------------------- | --------------------- |
| Núm                   | Ciclista                         | Pos                   |
| 131                   | Tadej Pogačar (SLO) (crono)      | 1r                    |
| 132                   | Fabio Aru (ITA)                  | DNF-9                 |
| 133                   | David de la Cruz Melgarejo (ESP) | 72è                   |
| 134                   | Davide Formolo (ITA)             | NP-11                 |
| 135                   | Alexander Kristoff (NOR)         | 132è                  |
| 136                   | Vegard Stake Laengen (NOR)       | 82è                   |
| 137                   | Marco Marcato (ITA)              | 111è                  |
| 138                   | Jan Polanc (SLO)                 | 40è                   |

| Astana AST | Astana AST                            | Astana AST |
| ---------- | ------------------------------------- | ---------- |
| Núm        | Ciclista                              | Pos        |
| 141        | Miguel Ángel López Moreno (COL)       | 6è         |
| 142        | Omar Fraile Matarranz (ESP)           | 60è        |
| 143        | Hugo Houle (CAN)                      | 47è        |
| 144        | Gorka Izagirre Insausti (ESP)         | 22è        |
| 145        | Ion Izagirre Insausti (ESP)           | DNF-11     |
| 146        | Aleksei Lutsenko (KAZ) (ruta i crono) | 46è        |
| 147        | Luis León Sánchez Gil (ESP) (ruta)    | 32è        |
| 148        | Harold Tejada (COL)                   | 45è        |

| Lotto-Soudal LTS | Lotto-Soudal LTS       | Lotto-Soudal LTS |
| ---------------- | ---------------------- | ---------------- |
| Núm              | Ciclista               | Pos              |
| 151              | Caleb Ewan (AUS)       | 144è             |
| 152              | Steff Cras (BEL)       | DNF-9            |
| 153              | Jasper De Buyst (BEL)  | 142è             |
| 154              | Thomas De Gendt (BEL)  | 52è              |
| 155              | John Degenkolb (GER)   | FC-1             |
| 156              | Frederik Frison (BEL)  | 145è             |
| 157              | Philippe Gilbert (BEL) | NP-2             |
| 158              | Roger Kluge (GER)      | 146è             |

| Mitchelton-Scott MTS | Mitchelton-Scott MTS          | Mitchelton-Scott MTS |
| -------------------- | ----------------------------- | -------------------- |
| Núm                  | Ciclista                      | Pos                  |
| 161                  | Adam Yates (GBR)              | 9è                   |
| 162                  | Jack Bauer (NZL)              | 83è                  |
| 163                  | Sam Bewley (NZL)              | DNF-10               |
| 164                  | Esteban Chaves Rubio (COL)    | 23è                  |
| 165                  | Daryl Impey (RSA) (crono)     | 97è                  |
| 166                  | Christopher Juul-Jensen (DEN) | 99è                  |
| 167                  | Luka Mezgec (SLO)             | 88è                  |
| 168                  | Mikel Nieve Iturralde (ESP)   | DNF-17               |

| Israel Start-Up Nation ISN | Israel Start-Up Nation ISN    | Israel Start-Up Nation ISN |
| -------------------------- | ----------------------------- | -------------------------- |
| Núm                        | Ciclista                      | Pos                        |
| 171                        | Daniel Martin (IRL)           | 41è                        |
| 172                        | André Greipel (GER)           | DNF-18                     |
| 173                        | Ben Hermans (BEL)             | 68è                        |
| 174                        | Hugo Hofstetter (FRA)         | 115è                       |
| 175                        | Krists Neilands (LAT) (crono) | 85è                        |
| 176                        | Guy Niv (ISR) (crono)         | 139è                       |
| 177                        | Nils Politt (GER)             | 120è                       |
| 178                        | Tom Van Asbroeck (BEL)        | 98è                        |

| Total Direct Énergie TDE | Total Direct Énergie TDE | Total Direct Énergie TDE |
| ------------------------ | ------------------------ | ------------------------ |
| Núm                      | Ciclista                 | Pos                      |
| 181                      | Niccolò Bonifazio (ITA)  | 141è                     |
| 182                      | Mathieu Burgaudeau (FRA) | 131è                     |
| 183                      | Lilian Calmejane (FRA)   | DNF-8                    |
| 184                      | Jérôme Cousin (FRA)      | FC-16                    |
| 185                      | Fabien Grellier (FRA)    | 117è                     |
| 186                      | Romain Sicard (FRA)      | 31è                      |
| 187                      | Geoffrey Soupe (FRA)     | 123è                     |
| 188                      | Anthony Turgis (FRA)     | 108è                     |

| NTT Pro Cycling NTT | NTT Pro Cycling NTT            | NTT Pro Cycling NTT |
| ------------------- | ------------------------------ | ------------------- |
| Núm                 | Ciclista                       | Pos                 |
| 191                 | Giacomo Nizzolo (ITA) (ruta)   | DNF-8               |
| 192                 | Edvald Boasson Hagen (NOR)     | 101è                |
| 193                 | Ryan Gibbons (RSA) (ruta)      | 121è                |
| 194                 | Michael Gogl (AUT)             | NP-19               |
| 195                 | Michael Valgren Andersen (DEN) | 73è                 |
| 196                 | Roman Kreuziger (CZE)          | 109è                |
| 197                 | Domenico Pozzovivo (ITA)       | NP-10               |
| 198                 | Max Walscheid (GER)            | 134è                |

| Team Sunweb SUN | Team Sunweb SUN            | Team Sunweb SUN |
| --------------- | -------------------------- | --------------- |
| Núm             | Ciclista                   | Pos             |
| 201             | Tiesj Benoot (BEL)         | 75è             |
| 202             | Nikias Arndt (GER)         | 126è            |
| 203             | Cees Bol (NED)             | 140è            |
| 204             | Marc Hirschi (SUI)         | 54è             |
| 205             | Søren Kragh Andersen (DEN) | 58è             |
| 206             | Joris Nieuwenhuis (NED)    | 103è            |
| 207             | Casper Pedersen (DEN)      | 92è             |
| 208             | Nicolas Roche (IRL)        | 64è             |

| B&B Hotels-Vital Concept p/b KTM BVC | B&B Hotels-Vital Concept p/b KTM BVC | B&B Hotels-Vital Concept p/b KTM BVC |
| ------------------------------------ | ------------------------------------ | ------------------------------------ |
| Núm                                  | Ciclista                             | Pos                                  |
| 211                                  | Bryan Coquard (FRA)                  | 122è                                 |
| 212                                  | Cyril Barthe (FRA)                   | 96è                                  |
| 213                                  | Maxime Chevalier (FRA)               | 136è                                 |
| 214                                  | Jens Debusschere (BEL)               | FC-17                                |
| 215                                  | Cyril Gautier (FRA)                  | 78è                                  |
| 216                                  | Quentin Pacher (FRA)                 | 53è                                  |
| 217                                  | Kévin Réza (FRA)                     | 137è                                 |
| 218                                  | Pierre Rolland (FRA)                 | 18è                                  |